# 7113 Ostapbender
7113 Ostapbender eller 1986 SD2 är en asteroid i huvudbältet som upptäcktes den 29 september 1986 av den rysk-sovjetiska astronomen Ljudmila Karatjkina vid Krims astrofysiska observatorium på Krim. Den är uppkallad efter karaktären Ostap Bender av den sovjetiska författarduon Ilf och Petrov.
Asteroiden har en diameter på ungefär 18 kilometer.